# Kalākaua
David Kalākaua également dit Kalākaua Ier, né sous le nom de David Laʻamea Kamanakapuʻu Mahinulani Nalaiaehuokalani Lumialani Kalākaua, le 16 novembre 1836 à Honolulu et mort le 20 janvier 1891 à San Francisco, est un monarque hawaïen. Surnommé « le monarque joyeux », il fut le septième roi d'Hawaï et le premier n'appartenant pas à la Maison de Kamehameha. Il est le dernier roi régnant de l'archipel du 12 février 1874 jusqu'à sa mort aux États-Unis. Sa sœur, la reine Liliʻuokalani, lui succéda avec infortune.
En 1874, le roi Lunalilo, dernier descendant du roi Kamehameha Ier, ne donna aucun héritier direct pouvant reprendre le pouvoir à sa mort. Pour la deuxième fois de l'histoire de la monarchie hawaïenne, les grands du royaume se réunirent pour élire un roi qui saurait les guider. À la fin d’une longue campagne politique opposant la reine Emma, veuve du roi Kamehameha IV, à son cousin le prince David Kalākaua au cours de laquelle les deux rivaux multiplièrent les outrages à l’un comme à l’autre, c’est ce dernier qui remporta le soutien de la noblesse et d'une majeure partie de la population. En 1874, Kalākaua monte officiellement sur le trône du royaume d’Hawaï et par la même occasion fonde la dynastie des Kalākaua qui tiendront le pouvoir jusqu’à la chute de la monarchie hawaïenne. Toutefois, bien qu’un roi fut trouvé, les plus impliqués partisans de la reine Emma, appelés les emmaites, prirent les armes contre le nouveau roi. Cette révolte ne se calma qu’à l’arrivée des troupes britanniques et américaines appelées en renfort.
Sous son règne, contrairement à ses prédécesseurs, Kalākaua entame un véritable tour du monde. En 1881, il se rend à Vienne, officiellement pour y acquérir des partitions. Il y assiste à un concert en plein air dirigé par le « sémillant Edi », qui n'est autre que le frère cadet de Johann Strauss fils, Eduard. Conquis par la musique, les beaux atours des Viennois et la joie des couples tourbillonnant sur la piste, le souverain envoie une missive à Hawaï : il autorise désormais ses sujets à danser le hula, danse des mers du Sud jugée trop lascive par des missionnaires chrétiens qui l'avaient faite interdire. C'est également sous son règne qu'Hawaï aura son orchestre de valse. Lui-même étant compositeur de musique, Kalākaua était également un joueur de guitare et de ukulélé. Il encouragea le développement de la musique dans le royaume, et rétablit la culture hawaïenne du hula sous une forme adaptée à son époque.
En 1887, les grands du royaume décidèrent qu’il était temps pour leur pays de se donner une nouvelle constitution. Celle-ci fut mise en place et officialisée après un entretien qui réunit les 3 000 plus importants nobles du royaume. Hawaï, par cette décision, devenait une monarchie semblable à celle du Royaume-Uni à cette époque, dépouillant le roi de la plupart de son autorité et mettant en avant le pouvoir législatif. Également, elle réduisait le droit de vote à une partie moins importante de la population. Toujours basé sur un taux de richesse à posséder, le suffrage fut également interdit aux Asiatiques qui, à cause des successives vagues d’immigration représentaient une part plus importante de la population. Seuls restaient alors les riches familles hawaïennes et européennes dans la politique des îles.

## Jeunesse et famille
Kalākaua est né à 2 heures du matin le 16 novembre 1836. Fils de César Kapaakea et son épouse Analea Keohokalole, sa famille était considérée comme des cousins directs de la Maison régnante de Kamehameha, partageant une ascendance commune remontant au XVIIIe siècle. De ses parents biologiques, Kalākaua descend de Keaweaheulu et Kame'eiamoku, deux des cinq conseillers royaux du roi Kamehameha Ier lors de sa conquête du royaume d'Hawaï. Kameʻeiamoku, le grand-père de sa mère et de son père, était l'un des jumeaux royaux aux côtés de Kamanawa représenté sur les armoiries hawaïennes. Cependant, Kalākaua et ses frères et sœurs ont tracé leur rang élevé de la lignée de leur mère, se référant à eux-mêmes comme des membres de la « lignée Keawe-a-Heulu », bien que les historiens ultérieurs se réfèrent à la famille comme la Maison de Kalākaua. Deuxième enfant survivant d'une famille nombreuse, les frères et sœurs biologiques de Kalākaua comprenaient son frère aîné James Kaliokalani et ses frères et sœurs plus jeunes dont : Lydia Lili‘uokalani, Anna Kaʻiulani, Kaʻiminaʻauao, Miriam Likelike et Leleiohoku. 

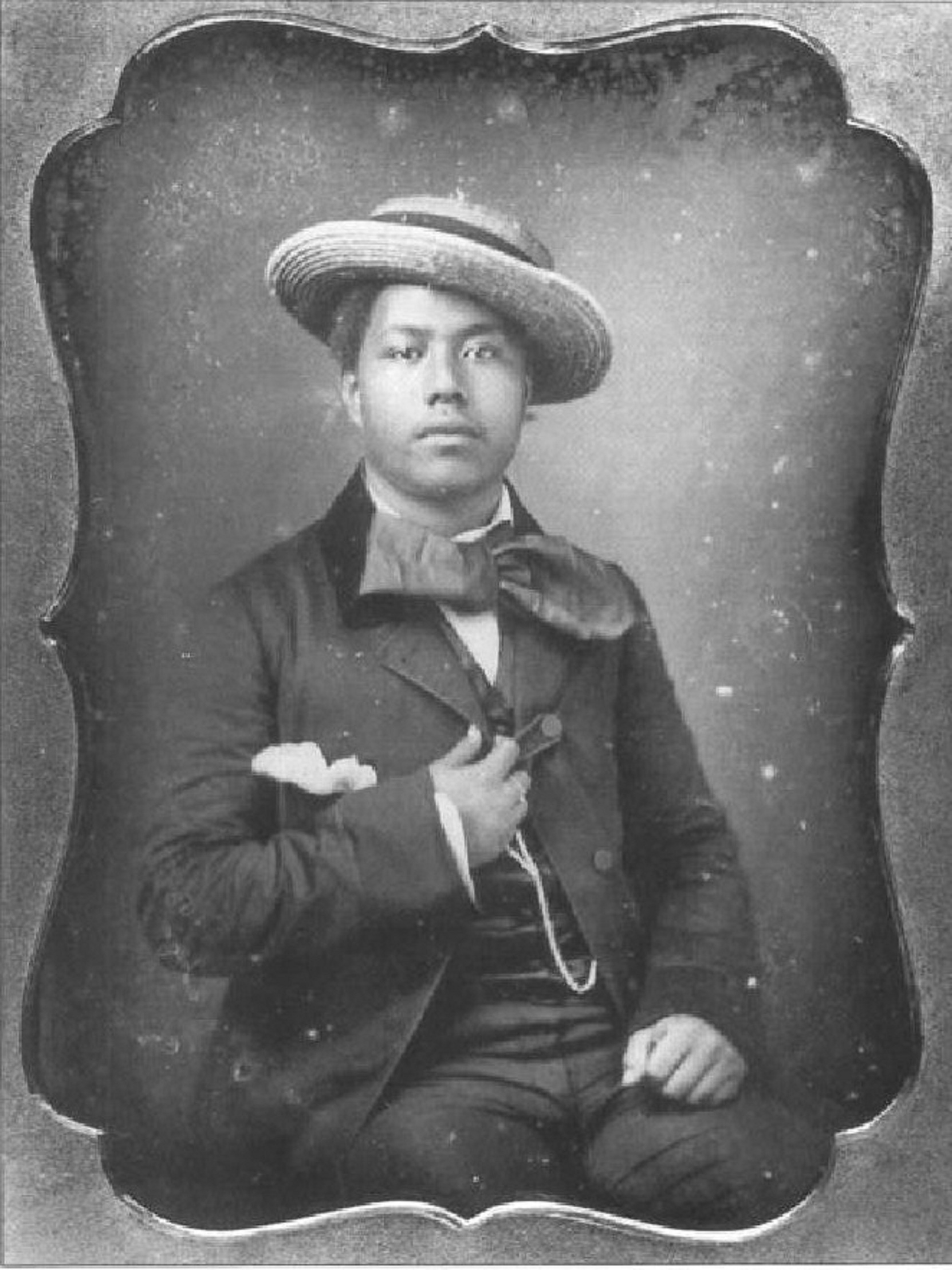
Photographie du jeune prince Kalākaua vers 1850.

Étant donné le nom de Kalākaua, qui se traduit par « Le jour [de] la bataille », la date de sa naissance a coïncidé avec la signature du traité inégal imposé par le capitaine britannique Lord Edward Russell de l'Actéon sur le roi Kamehameha III. Lui et ses frères et sœurs ont été officiellement anoblis et rendus éligibles au trône en tant qu'apparentés à la lignée royale directe.

## Éducation
À l'âge de quatre ans, Kalākaua est retourné à O'ahu pour commencer ses études à l'école pour enfants des princes. Lui et ses camarades de classe avaient été officiellement proclamés par Kamehameha III comme éligibles au trône du royaume d'Hawaï. Ses camarades de classe comprenaient ses frères et sœurs et leurs treize cousins royaux, y compris les futurs rois Kamehameha IV, Kamehameha V et Lunalilo. Ils ont été élevés par les missionnaires américains Amos Starr Cooke et sa femme, Juliette Montague Cooke.
À l'école, Kalākaua parle couramment l'anglais et la langue hawaïenne et a été noté pour son amusement et son humour plutôt que ses prouesses académiques. Le garçon volontaire a défendu son frère aîné James Kaliokalani moins robuste contre les garçons plus âgés de l'école.
En octobre 1840, leur grand-père paternel Kamanawa demande à ses petits-fils de lui rendre visite la nuit précédant son exécution pour le meurtre de sa femme Kamokuiki. Le lendemain matin, les Cooke ont permis au tuteur des enfants royaux John Papa 'Ī'ī d'amener Kaliokalani et Kalākaua pour voir Kamanawa pour la dernière fois. On ne sait pas si leur sœur a également été emmenée le voir. Les sources postérieures, surtout dans les biographies de Kalākaua ont indiqué que les garçons ont été témoins de la pendaison publique de leur grand-père à la potence. L'historienne Helena G. Allen a noté l'indifférence des Cooke envers la demande et l'expérience traumatisante qu'elle a dû être pour les garçons.
Après que les Cooke se soient retirés et ont fermé l'école en 1850, Kalākaua a brièvement étudié à l'école anglaise de Joseph Watt pour enfants royaux à Kawaiaha'o et a ensuite rejoint l'école de jour déplacée (également appelée école royale) dirigée par le révérend Edward G. Beckwith. La maladie l'a empêché de terminer ses études et il a été renvoyé à Lāhainā pour vivre avec sa mère. Après sa scolarité formelle, il a étudié le droit sous Charles Coffin Harris en 1853.

## Carrière politique et militaire

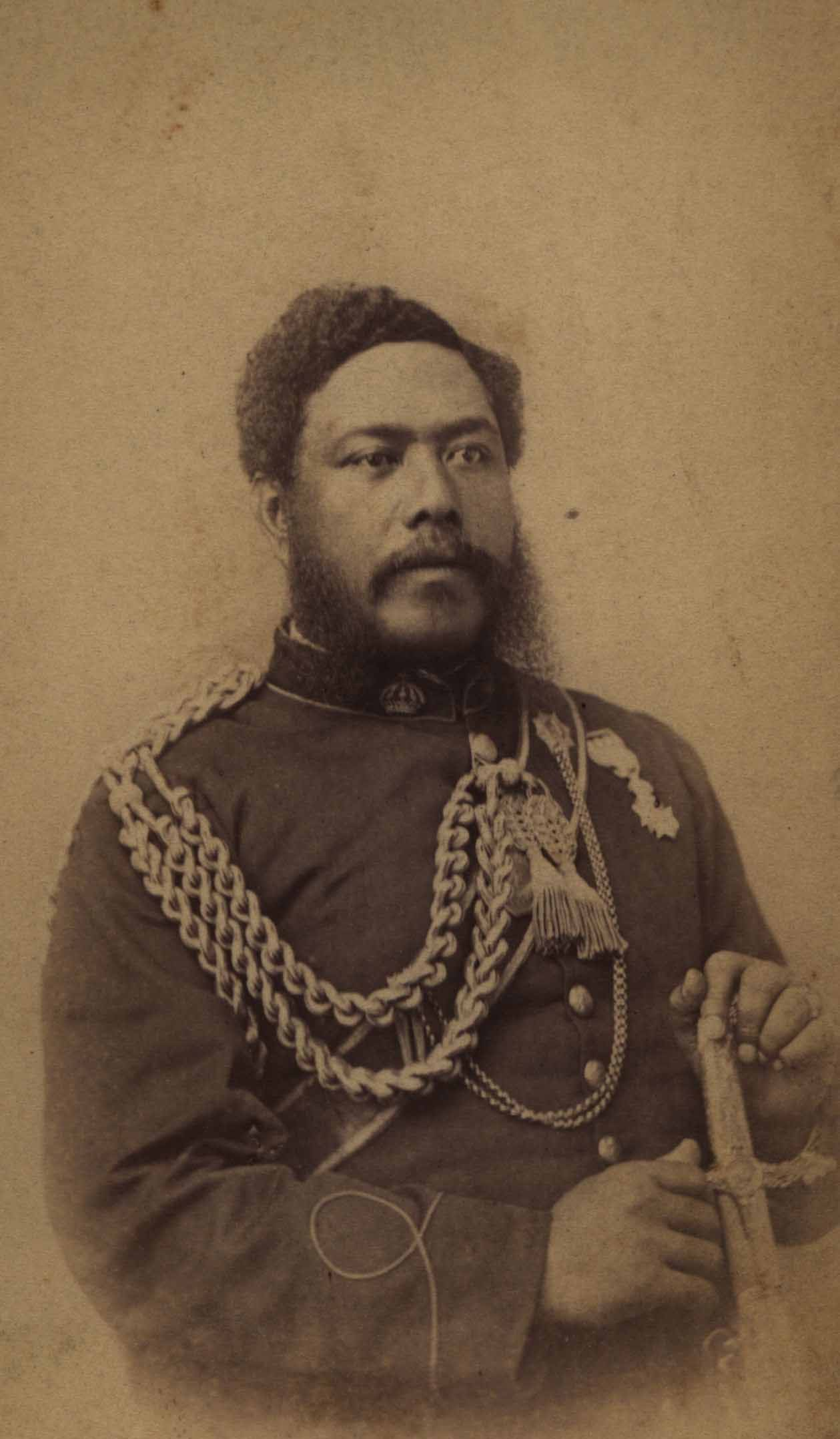
Le prince Kalākaua, photographié en uniforme en 1867.

Les diverses positions militaires, gouvernementales et judiciaires de Kalākaua l'ont empêché de terminer pleinement sa formation juridique. Il a reçu sa première formation militaire sous la direction de l'officier prussien, le major Francis Funk, qui lui a inculqué une admiration pour le système militaire prussien. En 1852, le prince Liholiho, qui régnerait plus tard sous le nom de Kamehameha IV, a nommé Kalākaua comme l'un de ses aides de camp dans son état-major. L'année suivante, il a commissionné Kalākaua en tant que capitaine breveté dans l'infanterie. Dans l'armée, Kalākaua a servi comme premier lieutenant dans la milice de son père Kapaakea, de 240 hommes et a ensuite travaillé comme secrétaire militaire du major John William Elliott Maikai, l'adjudant général de l'armée. Il a été promu major et affecté à l'état-major personnel de Kamehameha IV lorsque le roi est monté sur le trône en 1855. Il a été promu au grade de colonel en 1858.
Il devient un associé personnel et ami du prince Lot, le futur Kamehameha V, qui inculque sa mission de « Hawaï pour les Hawaïens » au jeune Kalākaua. À l'automne 1860, alors qu'il était greffier en chef du ministère de l'Intérieur du royaume, Kalākaua accompagna le prince Lot, le grand chef Levi Ha'alelea et le consul d'Hawaï pour le Pérou, Josiah C. Spalding, lors d'une tournée de deux mois en Grande-Bretagne en passant par la Colombie et la Californie. Ils ont quitté Honolulu à bord du yacht Emma Rooke, le 29 août, pour arriver le 18 septembre à Victoria, en Colombie-Britannique, où ils ont été reçus par les dignitaires locaux de la ville. En Californie, le groupe a visité San Francisco, Sacramento, Folsom et d'autres régions locales où ils ont été honorablement reçus.
En 1856, Kalākaua est nommé membre du Conseil d'État privé par Kamehameha IV. Il a également été nommé à la Chambre des nobles, l'organe supérieur de la législature du royaume d'Hawaï en 1858, y servant jusqu'en 1873. Il a aussi été 3e greffier en chef du ministère de l'Intérieur en 1859 lorsque le prince Lot fut ministre de l'Intérieur avant de devenir roi en 1863. Le 30 juin 1863, Kalākaua fut nommé chambellan du roi et servi jusqu'en 1869. En 1870, il est admis au barreau hawaïen et embauché comme commis au Land Office, poste qu'il occupe jusqu'à son accession au trône. Il a été décoré Chevalier Compagnon de l'Ordre Royal de Kamehameha en 1867.

## Mariage
Kalākaua a été brièvement fiancée à la princesse Victoria Kamāmalu, la sœur cadette et héritière de Kamehameha IV et Kamehameha V. Cependant, les fiançailles furent rompues lorsque Kalākaua tomba amoureux de Kapiʻolani, la jeune veuve de Bennett Nāmākēhā, l'oncle de la femme de Kamehameha IV, la reine Emma. Descendant du roi Kaumuali'i de Kauai, Kapi'olani était la dame d' honneur de la reine Emma et l'infirmière et gouvernante du prince Albert Kamehameha. Ils se sont mariés le 19 décembre 1863, lors d'une cérémonie menée par un ministre de l'Église anglicane. Le moment du mariage a été fortement critiqué car il est tombé pendant la période de deuil officiel du roi Kamehameha IV, décédé peu avant. Le mariage est resté sans enfant.

## Crise de succession et ascension du prince
Dans les dernières années des règnes successifs de Kamehameha IV et son frère Kamehameha V, plusieurs membres de la famille royale et héritiers présomptifs meurent. Le roi Kamehameha V se retrouve ainsi contraint de désigner une autre de ses sœurs, Bernice Pauahi, comme héritière, mais cette dernière est très réticente. Sur son lit de mort en 1872, le roi affirme de nouveau sa volonté de voir Pauahi lui succéder. Mais, décontenancée, cette dernière lui répond finalement : "Non, non, pas à moi, ne pense pas à moi. Je n'en ai pas besoin." Le roi insista mais elle refusa de nouveau le trône : "Oh non, ne pense pas à moi. Il y en a d'autres." Kamehameha V mourut une heure plus tard et fut inhumé au Mausolée royal. Le refus de Pauahi d'accepter laissa Hawaï sans roi.
Cette situation força la noblesse hawaïenne à élire un nouveau roi parmi les cousins et autres princes apparentés à la lignée directe des Kamehameha. Lié à la famille royale, le prince Lunalilo est l'un des principaux prétendants au trône avec le prince Kalākaua, cousin éloigné des Kamehameha, et la reine Emma, veuve de Kamehameha IV. En tant que prétendant au trône et arrière-petit-fils direct de Kamehameha Ier, Lunalilo, en tant que favori, voulait amender la constitution pour rendre le gouvernement plus démocratique en supprimant les conditions de propriété pour voter, alors que de son côté, Kalākaua était alors nostalgique de l'ancienne monarchie absolue, qu'admirée également le défunt roi Kamehameha V. Il a été décidé qu'il y aurait une élection populaire sous forme de référendum pour donner au peuple une chance de faire entendre sa voix en confirmant le choix de Lunalilo comme souverain. Le vote est organisé le 1er janvier 1873 et se solde par une victoire à l'unanimité pour la reconnaissance de Lunalilo en tant que nouveau roi.
Écarté du trône, Kalākaua reste cependant proche du pouvoir royal et certains l'envisage encore comme un alternative aux Kamehameha en cas de nouvelle crise de succession. Bien que le nouveau roi n'ait qu'à peine 40 ans, sa santé fragile et l'absence de descendance laisse penser que la crise n'est peut être pas encore achevée. Le roi, déterminé à réformer le royaume, refuse de désigné un successeur, pensant encore pouvoir engendrer un descendant direct pouvant lui succéder. Le roi Lunalilo avait de mauvaises habitudes de santé notamment son alcoolisme. Vers août 1873, le roi contracte un rhume sévère qui se développe en tuberculose pulmonaire. Dans l'espoir de retrouver sa santé, il déménage à Kailua-Kona. Quelques mois plus tard, le 3 février 1874, il meurt de la tuberculose à l'âge de 39 ans.

## Roi d'Hawaï

### Avènement

Monogramme du roi Kalākaua.

Compte tenu du climat politique défavorable qui a suivi l'émeute opposant ses partisans à ceux de la reine Emma à la suite du décès du roi Lunalilo, Kalākaua a rapidement prêté serment le lendemain de sa confirmation comme souverain, lors d'une cérémonie en présence de représentants du gouvernement, de membres de la famille, de représentants étrangers et de quelques spectateurs. Cette cérémonie d'inauguration a eu lieu à Kīna'u Hale, la résidence du chambellan royal, au lieu de l' église Kawaiaha'o, comme c'était la coutume. La précipitation de l'affaire le poussera à organiser une cérémonie de couronnement en 1883. En montant sur le trône, Kalākaua a nommé son frère, Leleiohoku, comme son héritier présomptif. À la mort de Leleiohoku en 1877, Kalākaua désigne sa sœur, Lydia Lili‘uokalani, comme son héritière.
De mars à mai 1874, il a visité les principales îles hawaïennes de Kauai, Maui, l'île d'Hawaï, Molokai et Oahu et a visité la colonie de la lèpre de Kalaupapa.

### Traité de réciprocité de 1875
Moins d'un an après la montée sur le trône de Kalākaua, ce dernier parvient à négocier un traité de réciprocité de 1875. Cet accord de libre-échange entre les États-Unis et Hawaï a permis d'exporter du sucre et d'autres produits aux États-Unis en franchise de droits. Le roi en personne a dirigé la Commission de réciprocité composée du planteur de sucre Henry AP Carter, de C. Brewer & Co., du juge en chef Elisha Hunt Allen et du ministre des Affaires étrangères William Lowthian Green. Kalākaua est devenu le premier monarque régnant à visiter l'Amérique pendant son règne. Le dîner d'État organisé en son honneur par le président Ulysses S. Grant était le premier dîner d'État à la Maison Blanche jamais organisé.

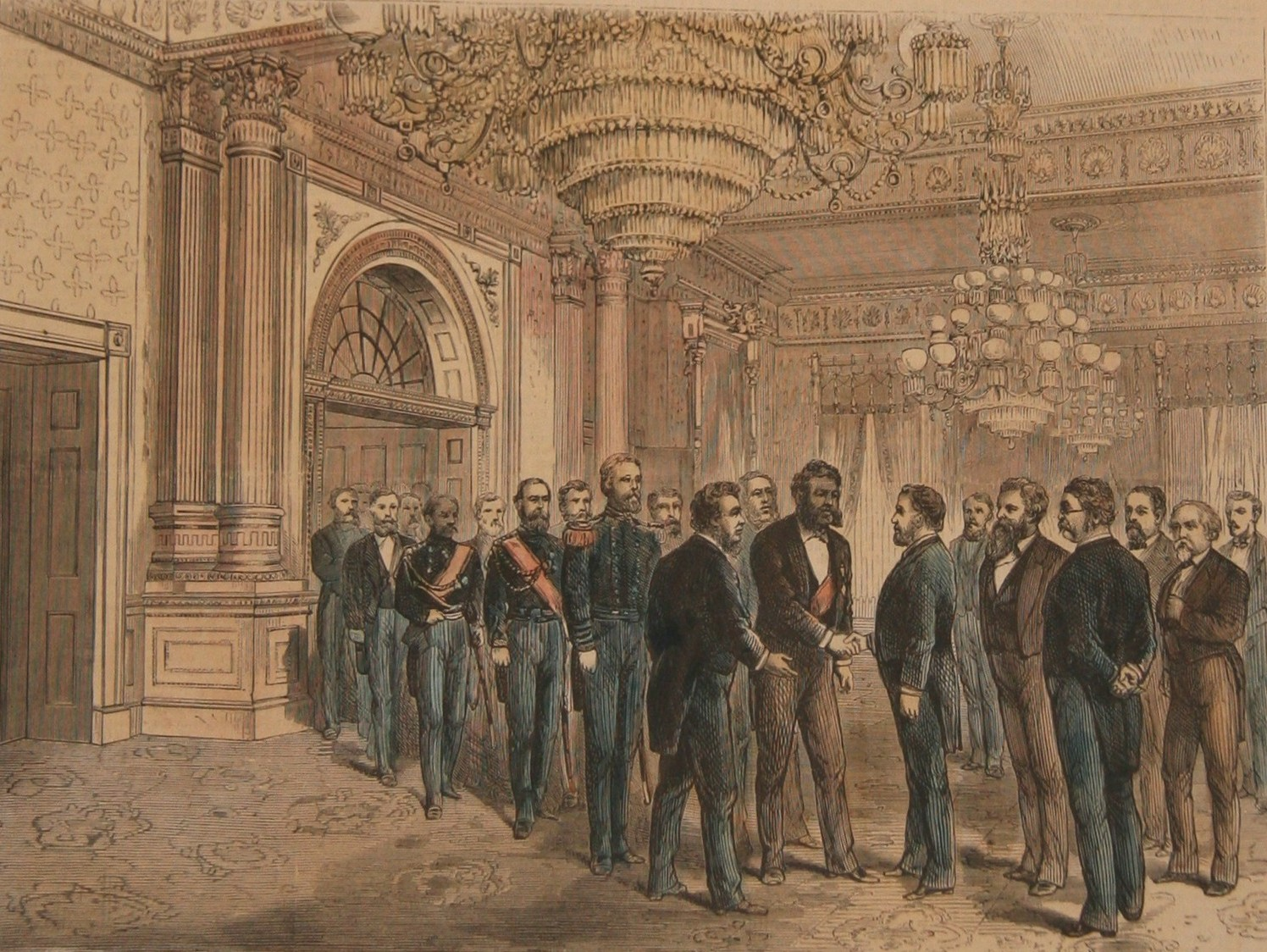
Le roi Kalākaua reçu par le président Grant à la Maison Blanche.

De nombreux hommes d'affaires hawaïens étaient prêts à céder Pearl Harbor aux États-Unis en échange du traité, mais Kalākaua était opposé à l'idée. Un traité de sept ans a été signé le 30 janvier 1875, sans qu'aucune terre hawaïenne ne soit cédée. Initialement, le roi a acheté la moitié de la production de la première année ; il est finalement devenu le principal actionnaire des plantations.
À son expiration, une extension du traité est négociée, donnant l'usage exclusif de Pearl Harbor aux États-Unis. Les ratifications par les deux parties ont pris deux ans et onze mois et ont été échangées le 9 décembre 1887, prolongeant l'accord pour sept années supplémentaires.
Au cours du règne de Kalākaua, le traité a eu un effet majeur sur les revenus du royaume. En 1874, Hawaï a exporté pour 1 839 620,27 $ de produits. La valeur des produits exportés en 1890, la dernière année complète de son règne, était de 13 282 729,48 $, soit une augmentation de 722 %. Les exportations de sucre au cours de cette période sont passées de 24 566 611 de livres à 330 822 879 de livres.

### Tour du monde royal

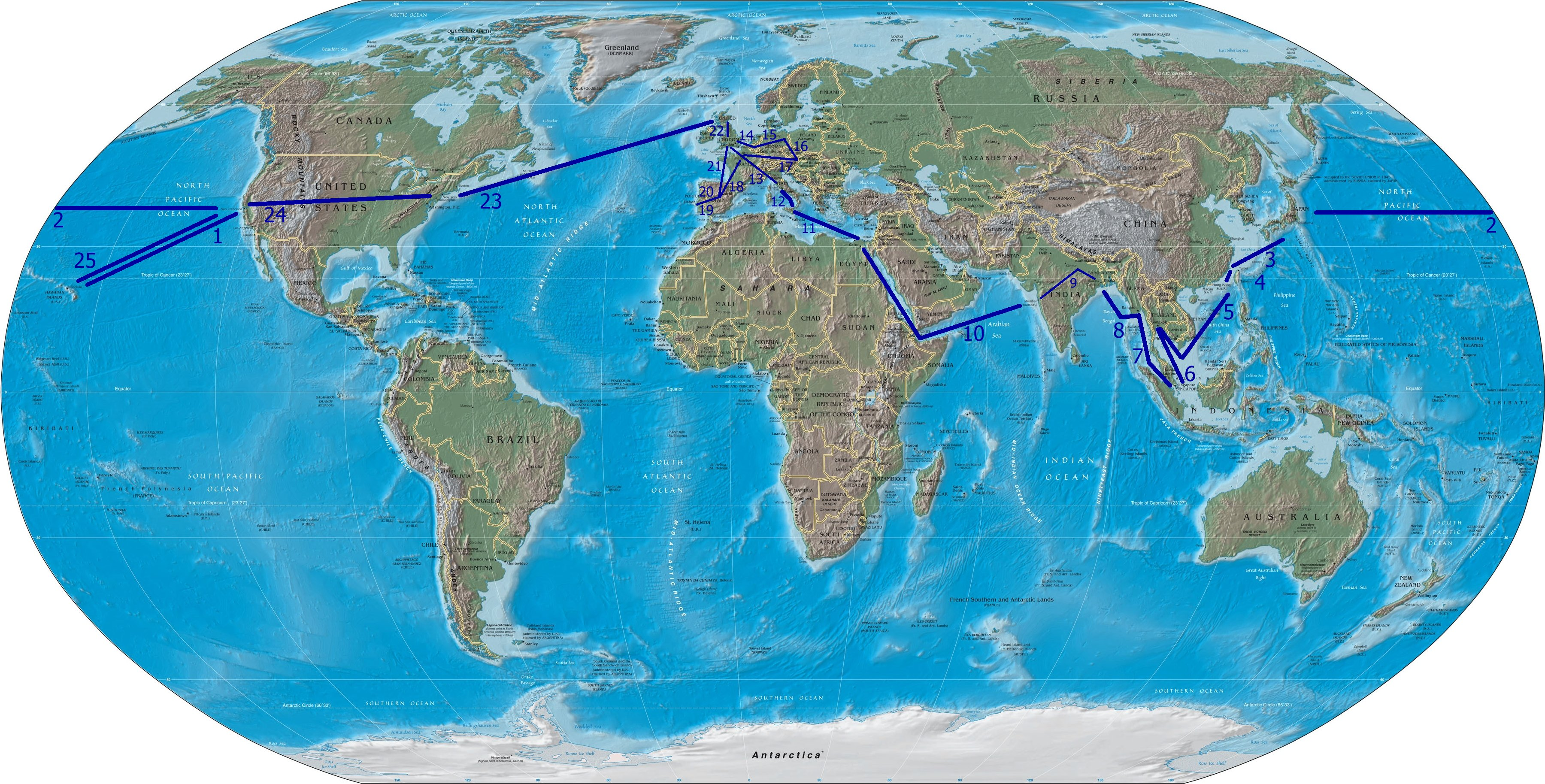
Tour du monde du roi Kalākaua en 1881.

Le roi Kalākaua et ses amis d'enfance William Nevins Armstrong et Charles Hastings Judd, ainsi que le cuisinier personnel Robert von Oelhoffen, ont fait un tour du monde en 1881. Le but du voyage de 281 jours était d'encourager l'importation de main-d'œuvre contractuelle pour les plantations. Kalākaua a établi un record du monde en tant que premier monarque à faire le tour de la planète. Pendant son absence, il a nommé sa sœur et héritière, Lili‘uokalani, pour agir en tant que régente jusqu'à son retour.
Embarqués le 20 janvier, ils ont visité la Californie avant de s'embarquer pour l'Asie. Là, ils ont passé quatre mois à ouvrir un dialogue sur le travail contractuel au Japon et en Chine, tout en visitant et en diffusant la bonne volonté dans les pays qui étaient des sources potentielles de travailleurs. Ils ont continué à travers l'Asie du Sud-Est, puis se sont dirigés vers l'Europe en juin, où ils sont restés jusqu'à la mi-septembre. Leurs pourparlers sur l'immigration les plus productifs ont eu lieu au Portugal, où Armstrong est resté pour négocier une expansion du traité existant d'Hawaï avec le gouvernement.
Le président américain James A. Garfield avait été assassiné à Washington, DC en leur absence. Lors de leur voyage de retour aux États-Unis, Kalākaua a rendu une visite de courtoisie au successeur de Garfield, le président Chester A. Arthur. Avant de se lancer dans un voyage en train à travers les États-Unis, Kalākaua a rendu visite à Thomas Edison pour une démonstration d'éclairage électrique, discutant de son utilisation potentielle à Honolulu.
Ils sont partis de San Francisco pour Hawaï le 22 octobre et sont arrivés à Honolulu le 31 octobre. Sa fête du retour a duré des jours. Il avait attiré l'attention des dirigeants mondiaux sur la petite nation insulaire, mais le voyage avait déclenché des rumeurs selon lesquelles le royaume était à vendre. À Hawaï, il y avait des critiques qui pensaient que les négociations syndicales n'étaient que son excuse pour voir le monde. Finalement, ses efforts ont porté leurs fruits dans l'augmentation du travail contractuel pour Hawaï.

### Cérémonie de couronnement

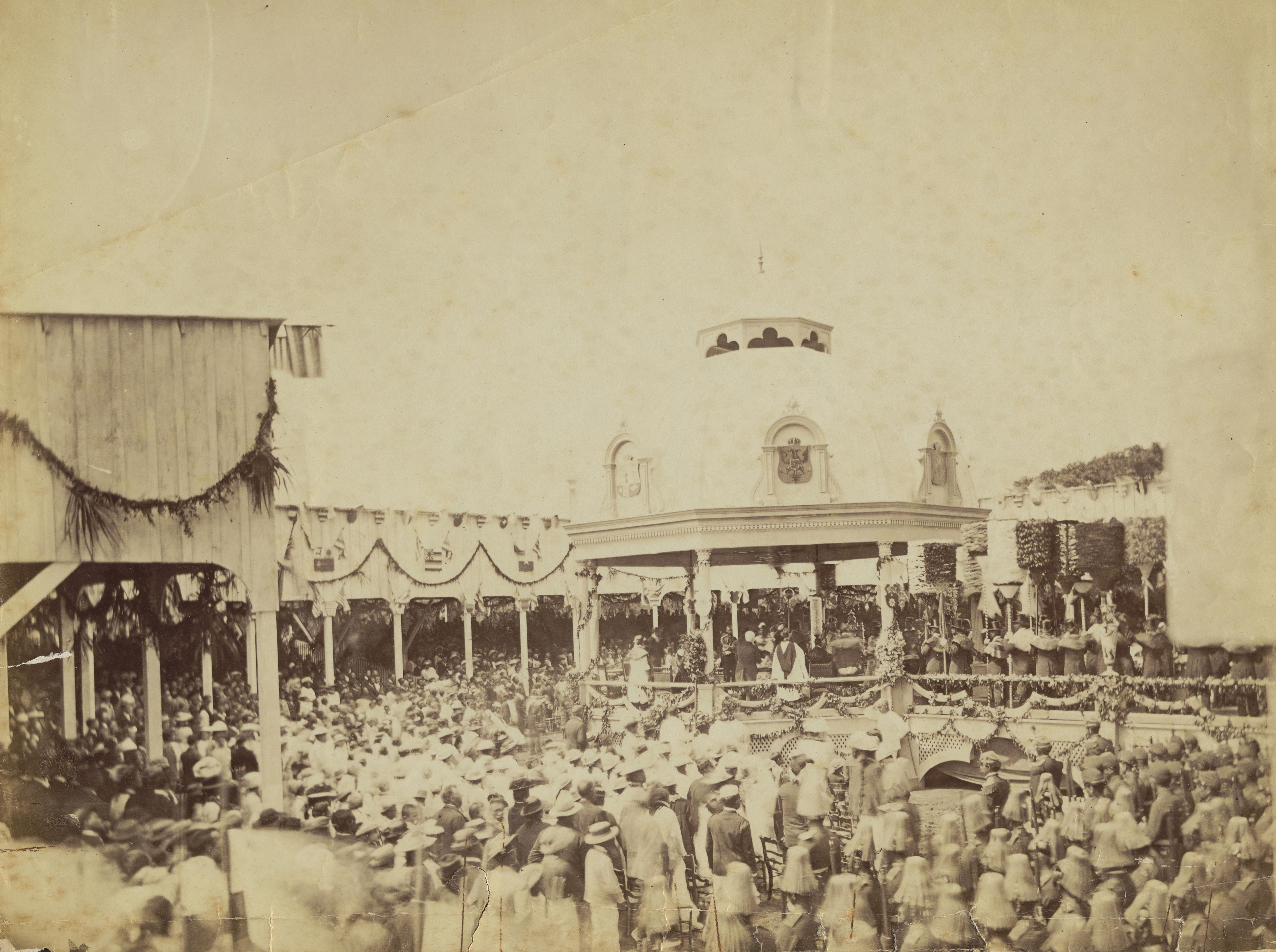
Couronnement de Kalākaua en 1883.

Kalākaua et Kapiʻolani se sont vu refuser une cérémonie de couronnement en 1874 en raison des troubles civils qui ont suivi la désignation de Kalākaua comme souverain légitime face à la reine Emma. Sous le gouvernement de Gibson, la législature de 1880 a affecté 10 000 $ pour un couronnement. On croyait que Gibson était le principal promoteur de l'événement. Le 10 octobre 1882, le Saturday Press indiquait que tout le public n'était pas favorable au sacre. À ce stade, le rôle de Gibson au sein du gouvernement du royaume et son influence sur Kalākaua commençaient à faire l'objet d'un examen minutieux : « Notre premier ministre polyvalent … tire une autre ficelle dans cette farce de marionnettes. » Dans le même temps, le journal a réprimandé bon nombre des actions et politiques récentes non seulement de Gibson mais du cabinet du roi en général.
La cérémonie du couronnement et les événements festifs associés se sont étalés sur une période de deux semaines. Un pavillon spécial en forme d'octogone et une tribune ont été construits pour la cérémonie du 12 février 1883. Des préparatifs ont été faits pour une foule prévue dépassant les 5 000 personnes, avec des chaises de jardin pour s'adapter à tout débordement. Avant l'événement proprement dit, un cortège de 630 adultes et enfants a défilé du centre-ville au palais. Le roi et la reine, accompagnés de leur suite royale, sont sortis du palais sur le terrain de l'événement. Le couronnement a été précédé d'un chant de chœur et de la récitation formelle des titres officiels du roi. La couverture médiatique a noté: "Le roi avait l'air mal à l'aise." Le juge en chef de la Cour suprême d'Hawaï Albert Francis Juddofficia prononça le serment d'office au roi. La couronne fut ensuite remise à Kalākaua, et il la plaça sur sa tête. La cérémonie s'est terminée par le chant de la chorale et une prière. Une réception post-couronnement prévue par Kalākaua et Kapiʻolani a été annulée sans préavis.
Après la cérémonie, Kalākaua a dévoilé la statue de Kamehameha Ier devant Aliiolani Hale, le bâtiment du gouvernement, avec Gibson prononçant le discours d'inauguration. Cette statue était une seconde réplique. Initialement destinée au centenaire du débarquement du capitaine James Cook à Hawaï, la statue, conçue à l’initiative de Gibson, avait été coulée par Thomas Ridgeway Gould mais avait été perdue lors de son expédition au large des îles Falkland. Au moment où la réplique est arrivée, la date prévue était passée et il a été décidé de dévoiler la statue dans le cadre de la cérémonie de couronnement. Plus tard, la statue originale a été récupérée et restaurée. Elle a été envoyée à Kohala, Hawaï, ville natale de Kamehameha, où elle a été inaugurée par le roi le 8 mai.

### Politique militaire

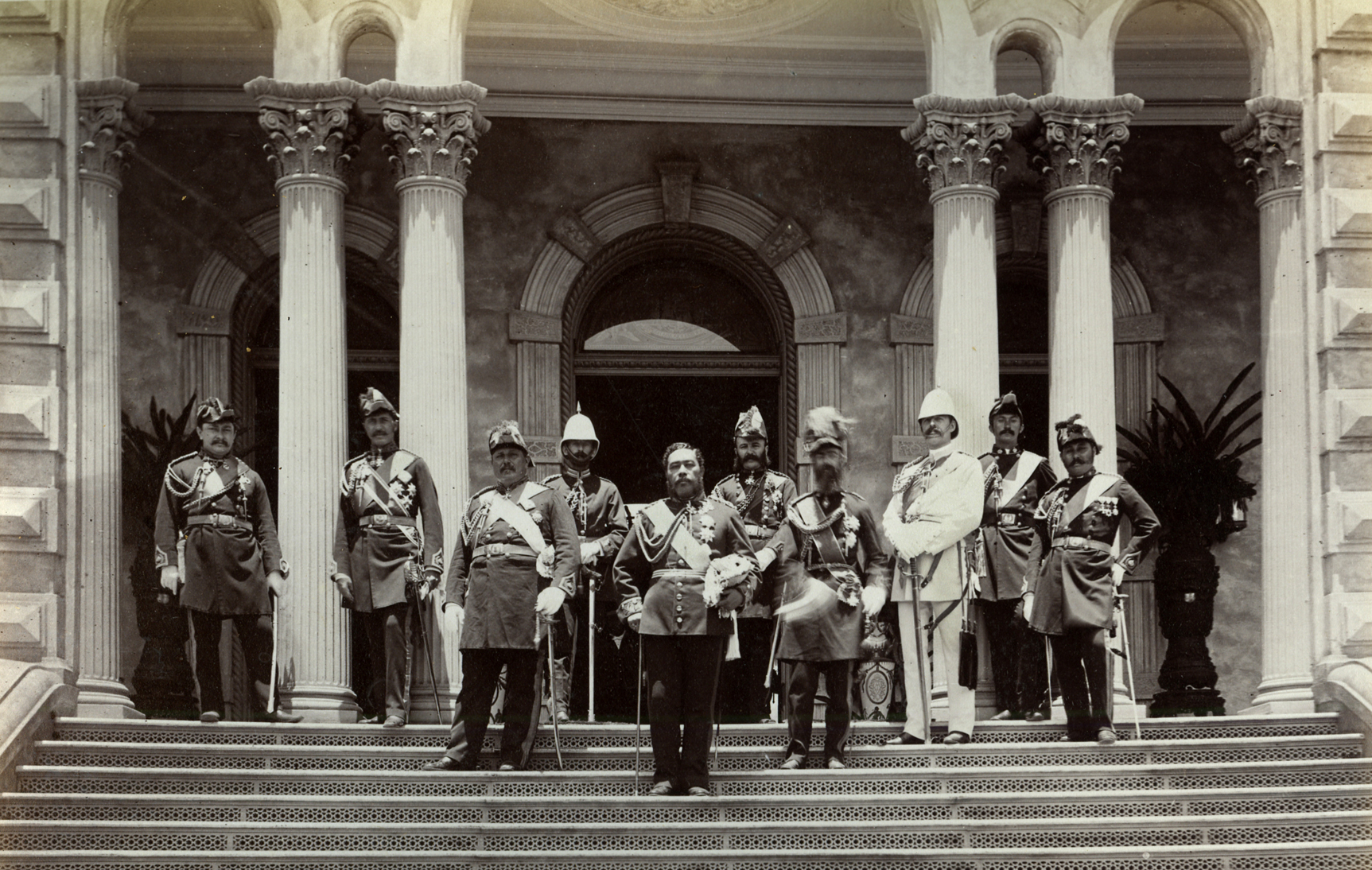
Le roi et son état-major devant le palais royal.

Au début de son règne, Kalākaua a restauré les gardes de la maison qui avaient disparu depuis que son prédécesseur Lunalilo a aboli l'unité en 1874. Initialement, le roi a créé trois compagnies de volontaires : la garde Leleiohoku, une unité de cavalerie ; le Prince's Own, une unité d'artillerie ; et les Hawaiian Guards, une unité d'infanterie. À la fin de son règne, l'armée du royaume d'Hawaï se composait de six compagnies de volontaires, dont la King's Own, la Queen's Own, la Prince's Own, la Leleiohoku Guard, la Mamalahoa Guard et les Honolulu Rifles, et les troupes régulières de la Garde de la Maison du Roi. Les rangs de ces régiments étaient composés principalement d'officiers hawaïens et partiellement hawaïens avec quelques officiers blancs dont son beau-frère John Owen Dominis. Chaque unité faisait l'objet d'un appel de service actif lorsque cela était nécessaire. Le roi et le gouverneur d'Oahu avaient également leur propre personnel d'officiers militaires avec les grades de colonel et de major.
Le 1er octobre 1886, la loi militaire de 1886 a été adoptée, créant un ministère de la Guerre et un ministère de la Marine sous la direction du ministre des Affaires étrangères qui servirait également de secrétaire à la Guerre et à la Marine. Dominis a été nommé lieutenant général et commandant en chef et d'autres officiers ont été nommés tandis que le roi a été nommé commandant suprême et généralissime de l'armée hawaïenne. À cette époque, le gouvernement a également acheté et commandé le navire de Sa Majesté hawaïenne (HHMS) Kaimiloa , le premier et le seul navire de la marine royale hawaïenne, sous le commandement du capitaine George E. Gresley Jackson.
Après 1887, les commissions militaires créant Dominis et ses officiers d'état-major sont rappelées pour des raisons économiques et la loi militaire de 1886 est par la suite déclarée inconstitutionnelle. La loi militaire de 1888 a été adoptée en réduisant la taille de l'armée à quatre compagnies de volontaires : les Honolulu Rifles, le King's Own, le Queen's Own, le Prince's Own et la Garde Leleiohoku. En 1890, un autre acte militaire a encore restreint l'armée aux seuls gardes royaux du roi.

### Confédération polynésienne et crise internationale
L'idée de l'implication d'Hawaï dans les affaires intérieures des nations polynésiennes existait au moins deux décennies avant l'avènement de Kalākaua, lorsque l'Australien Charles St Julian s'est porté volontaire pour être un agent de liaison politique à Hawaï en 1853. Il n'a rien accompli d'important. L'intérêt de Kalākaua pour former une coalition polynésienne, avec lui à sa tête, a été influencé à la fois par son premier ministre, Walter Gibson, et par son ministre des affaires étrangères, Celso Caesar Moreno. En 1879, Moreno exhorta le roi à créer un tel royaume avec Hawaï au sommet de l'empire en " ... unissant sous votre sceptre toute la race polynésienne et faisant d'Honolulu un Washington monarchique, où les représentants de toutes les îles se réuniraient au Congrès."

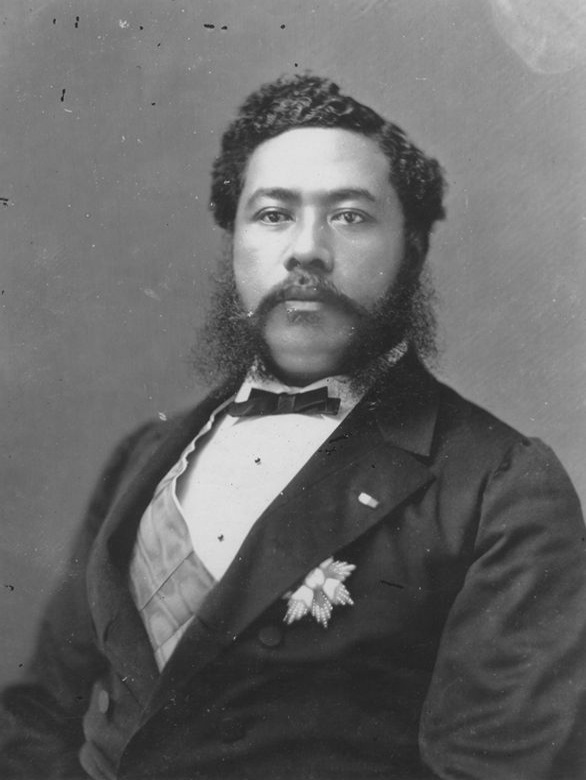
Le roi Kalākaua.

En réponse aux activités de l'Allemagne et de la Grande-Bretagne en Océanie, le Pacific Commercial Advertiser de Gibson a exhorté Hawaï à s'impliquer dans la protection des nations insulaires contre l'agression internationale. Gibson a été nommé au cabinet de Kalākaua en tant que ministre des Affaires étrangères en 1882. En 1883, il a présenté la législation approuvée pour transmettre par écrit aux gouvernements étrangers qu'Hawaï soutenait pleinement l'indépendance des nations polynésiennes. La lettre de "protestation hawaïenne" qu'il a rédigée a été la plupart du temps ignorée par les pays qui l'ont reçue. Le Daily Bulletin à Honolulu a publié sa propre réponse, "la vraie politique d'Hawaï est de confiner son attention à elle-même, ...". La Hawaiian Gazette a critiqué le caractère de Gibson et a qualifié l'entreprise proposée d'"Empire de la calebasse".
En 1885, Gibson envoya le ministre aux États-Unis Henry AP Carter à Washington DC et en Europe pour transmettre les intentions d'Hawaï envers la Polynésie. Carter a fait peu de progrès avec les instructions de Gibson. Il a poussé à une intervention directe dans un bouleversement politique aux Samoa , où l'Empire allemand a soutenu les rebelles sous leur chef Tamasese dans une tentative de renverser le roi Malietoa Laupepa. Dans un effort pour le maintenir au pouvoir, Gibson a convaincu la législature de 1886 d'allouer 100 000 $ pour acheter le bateau à vapeur Zealandia, 50 000 $ pour ses dépenses d'exploitation et 35 000 $ pour les missions étrangères. Commissaire spécial des États-Unis aux Samoa, George H. Battes a conseillé à Kalākaua qu'Hawaï devrait s'occuper de ses propres affaires et rester en dehors des affaires samoanes. Au lieu de cela, Hawaï a envoyé une délégation dirigée par John E. Bush à Samoa, où le roi samoan Laupepa a signé un traité de confédération samoan-hawaïen le 17 février 1887. Bush a également remis au roi samoan l'Ordre royal de l'étoile d'Océanie, que Kalakaua avait créé pour honorer les monarques et les chefs de la confédération polynésienne. Le gouvernement a envoyé le HHMS Kaimiloa à l'usage de Bush pour visiter les monarques des autres îles de Polynésie.
Les États-Unis et la Grande-Bretagne se sont joints à l'Allemagne pour exprimer leur désapprobation du traité. L'Allemagne a averti les États-Unis et la Grande-Bretagne : "Au cas où Hawaï... essaierait d'intervenir en faveur de Laupepa, le roi de l'Archipel hawaïen entrerait ainsi en état de guerre avec nous." Lorsque les navires de guerre allemands sont arrivés dans les eaux samoanes, le roi Laupepa s'est rendu et a été envoyé en exil. La délégation de Kaimiloa et Bush a été rappelée à Honolulu après le renversement de l'administration Gibson. L'explication ultérieure de Kalākaua de l'ingérence d'Hawaï aux Samoa était la suivante : " Notre mission était simplement une mission de phylanthropie [ sic ] plus que toute autre chose, mais l'arogance des Allemands ont empêché nos bonnes intentions et nous avons dû retirer la Mission".

### Constitution de 1887
Dans Memoirs of the Hawaiian Revolution, Sanford B. Dole a consacré un chapitre à la Constitution de 1887. Il a déclaré que le roi Kalākaua nommait les membres du cabinet non pour leur capacité à faire le travail, mais pour leur capacité à se plier à sa volonté. En conséquence, selon Dole, les fonds affectés ont été transférés d'un compte à un autre, « pour des entreprises fantastiques et pour l'agrandissement personnel de la famille royale ». Dole a placé une grande partie du blâme sur Gibson et a accusé Kalākaua d'avoir accepté un pot-de-vin de 71 000 $ de Tong Kee pour accorder une licence d'opium, une action menée par l'intermédiaire de l'un des alliés politiques du roi, Junius Ka'ae.

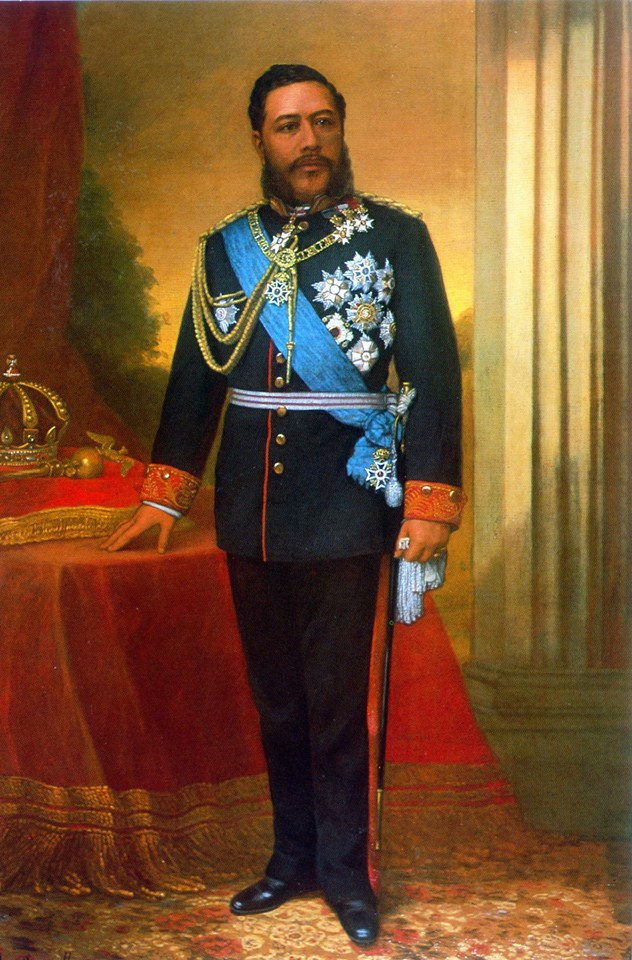
Portrait du roi Kalākaua, peint par William Cogswell.

Malgré sa propre opposition personnelle, Kalakaua a signé un projet de loi en 1886 créant une licence unique de vente et de distribution d'opium. Junius Kaʻae avait suggéré au planteur de riz Tong Kee, également connu sous le nom d'Aki, qu'un cadeau monétaire au roi pourrait l'aider à l'acquérir. Aki a accepté la suggestion et a donné des milliers de dollars au roi. Un autre marchand, Chun Lung, a fait au gouvernement une offre de 80 000 $, ce qui a forcé Aki à lever encore plus d'argent. La licence a finalement été attribuée à Chun qui a retenu son paiement jusqu'à ce que la licence lui soit effectivement signée le 31 décembre 1886. Kalākaua a admis qu'il avait été rejeté par son cabinet qui était ami avec Chun. Après la prise de contrôle du gouvernement par le parti réformiste, la dette de licence d'opium est restée impayée. Kalākaua a accepté de rembourser ses dettes via les revenus des terres de la Couronne. Cependant, d'autres dettes et dettes impayées l'ont forcé à céder sa dette à des fiduciaires qui contrôleraient tous les domaines privés de Kalākaua et les revenus des terres de la Couronne. Quand les administrateurs ont refusé d'ajouter la dette d'opium, Aki a poursuivi le gouvernement en justice. Bien que le tribunal ait statué que « le roi ne pouvait rien faire de mal », les fiduciaires ont été jugés responsables de la dette.
La Ligue hawaïenne a été formée pour changer le statu quo du gouvernement « par tous les moyens nécessaires », et avait uni ses forces avec le groupe de milice Honolulu Rifles. Anticipant un coup d'État, le roi prend des mesures pour se sauver en limogeant Gibson et tout son cabinet le 28 juin 1887. Craignant qu'un assassinat ne soit exclu, Kalākaua se barricade à l'intérieur du palais. La Ligue hawaïenne a présenté une résolution du 30 juin exigeant la restitution du roi pour le pot-de-vin présumé. Aussi connu sous le nom de « comité des treize », il était composé de : Paul Isenberg , William W. Hall, James A. Kennedy, William Hyde Rice , Captain James A., EB Thomas, HC Reed, John Mark Vivas, WPA Brewer, le révérend WB Oleson, Cecil Brown, le capitaine George Ross et Joseph Ballard Atherton.
Les membres du cabinet nouvellement nommés étaient William Lowthian Green en tant que premier ministre et ministre des Finances, Clarence W. Ashford en tant que procureur général, Lorrin A. Thurston en tant que ministre de l'Intérieur et Godfrey Brown en tant que ministre des Affaires étrangères.
Une nouvelle constitution a été rédigée immédiatement par le comité hawaïen et présentée à Kalākaua pour sa signature le 6 juillet. Le lendemain, il a publié une proclamation de l'abrogation de la constitution de 1864 du royaume d'Hawaï. La nouvelle constitution a été surnommée la Constitution de la baïonnette en raison de la contrainte sous laquelle elle a été signée. La sœur du roi, Liliʻuokalani a déclaré dans Hawaii's Story que son frère était convaincu que s'il ne signait pas, il serait assassiné ou renverser. Elle a écrit qu'il ne savait plus qui était ami ou ennemi. Il se sentait trahi par des personnes en qui il avait confiance et lui avait dit que partout où il allait, il était sous surveillance constante.

## Fin de règne

### Le dernier voyage
Kalākaua a navigué pour la Californie à bord de l'USS Charleston le 25 novembre 1890. Il était accompagné de ses amis de confiance George W. Macfarlane et Robert Hoapili Baker. Il y avait une incertitude sur le but du voyage du roi. Le ministre des Affaires étrangères John Adams Cummins a déclaré que le voyage était uniquement pour la santé du roi et ne s'étendrait pas au-delà de la Californie. Les journaux locaux et le commissaire britannique Wodehouse craignaient que le roi ne se rende plus à l'est à Washington, DC, pour négocier une cession continue de Pearl Harbor aux États-Unis après l'expiration du traité de réciprocité ou une éventuelle annexion du royaume. Sa sœur Liliʻuokalani, après l'avoir dissuadé en vain de partir, a écrit qu'il avait l'intention de discuter de la McKinley Tariff avec l'ambassadeur d'Hawaï aux États-Unis Henry A. P. Carter à Washington. Elle a de nouveau été nommée régente pendant son absence.
À son arrivée en Californie, le groupe a débarqué à San Francisco le 5 décembre. Kalākaua, dont la santé s'était dégradée, a séjourné dans une suite du Palace Hôtel. En voyageant à travers la Californie du Sud et le Mexique du Nord, il a subi un accident vasculaire cérébral mineur à Santa Barbara et a été ramené d'urgence à San Francisco. Il a été placé sous la garde de George W. Woods, chirurgien de la United States Pacific Fleet. Contre l'avis du Dr Woods, Kalākaua a insisté pour aller à son initiation à l'Ancien Ordre Arabe des Nobles du Sanctuaire Mystique (AAONMS) le 14 janvier. Il a reçu un tonique de Vin Mariani qui l'a remis sur ses pieds, et a été accompagné aux rites par une escorte des Nobles du Sanctuaire Mystique. Les cérémonies n'ont pas duré longtemps, et il a été ramené à sa suite en une heure.

### Mort du roi

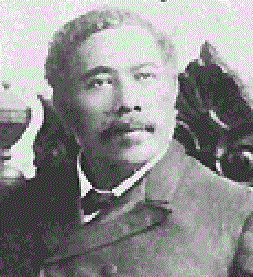
Dernière photographie du roi, en janvier 1891 à San Francisco, quelques jours avant sa mort.

Deux jours avant sa mort, il est tombé dans le coma. Kalākaua est décédé à 14 h 35 le mardi 20 janvier 1891. Les responsables de la marine américaine ont indiqué que la cause officielle du décès était la maladie de Bright (inflammation des reins).
Ses derniers mots furent : « Hélas, je suis un homme gravement malade ». La citation la plus populaire, "Dites à mon peuple que j'ai essayé", attribuée comme ses derniers mots, a en fait été inventée par le romancier Eugene Burns dans sa biographie de 1952 de Kalākaua, Le dernier roi du paradis. Peu de temps avant sa mort, sa voix a été enregistrée sur un cylindre de phonographe, qui se trouve maintenant au Bernice P. Bishop Museum.

### Succession
La nouvelle de la mort de Kalākaua n'est parvenue à Hawaï que le 29 janvier, lorsque le Charleston est revenu à Honolulu avec la dépouille du roi. En tant que son héritière désignée, Liliʻuokalani est montée sur le trône le jour même de l'annonce du décès de son frère.
Après des funérailles d'État en Californie et une seconde à Honolulu, la dépouille du roi est enterrée dans le mausolée royal de Mauna 'Ala le 15 février 1891. Lors d'une cérémonie célébrée par sa sœur Lili'uokalani le 24 juin 1910, ses restes et ceux de sa famille ont été transférés dans la crypte souterraine de Kalākaua après que le bâtiment principal du mausolée ait été transformé en chapelle.

## Ascendance
|  |                                                  |  |  |  |  |  |  |  |  |  |  |  |  |  |  |  |
|  | 16. Aliʻi Nui Kameʻeiamoku de Kauaʻi             |  |  |  |  |  |  |  |  |  |  |  |  |  |  |  |
|  |                                                  |  |  |  |  |  |  |  |  |  |  |  |  |  |  |  |
|  |                                                  |  |  |  |  |  |  |  |  |  |  |  |  |  |  |  |
|  | 8. Aliʻi Nui Kepoʻokalani de Kauaʻi              |  |  |  |  |  |  |  |  |  |  |  |  |  |  |  |
|  |                                                  |  |  |  |  |  |  |  |  |  |  |  |  |  |  |  |
|  |                                                  |  |  |  |  |  |  |  |  |  |  |  |  |  |  |  |
|  | 17. Aliʻi Nui Kamakaeheikuli de Kohala           |  |  |  |  |  |  |  |  |  |  |  |  |  |  |  |
|  |                                                  |  |  |  |  |  |  |  |  |  |  |  |  |  |  |  |
|  |                                                  |  |  |  |  |  |  |  |  |  |  |  |  |  |  |  |
|  | 4. Aliʻi Nui Kamanawa II de Kauaʻi               |  |  |  |  |  |  |  |  |  |  |  |  |  |  |  |
|  |                                                  |  |  |  |  |  |  |  |  |  |  |  |  |  |  |  |
|  |                                                  |  |  |  |  |  |  |  |  |  |  |  |  |  |  |  |
|  | 18. Aliʻi Nui KalaninuiʻIamamao de Kaʻū          |  |  |  |  |  |  |  |  |  |  |  |  |  |  |  |
|  |                                                  |  |  |  |  |  |  |  |  |  |  |  |  |  |  |  |
|  |                                                  |  |  |  |  |  |  |  |  |  |  |  |  |  |  |  |
|  | 9. Aliʻi Nui Alapaʻiwahine de Kaʻū               |  |  |  |  |  |  |  |  |  |  |  |  |  |  |  |
|  |                                                  |  |  |  |  |  |  |  |  |  |  |  |  |  |  |  |
|  |                                                  |  |  |  |  |  |  |  |  |  |  |  |  |  |  |  |
|  | 19. Aliʻi Nui Kaoʻlanialiʻi de Kaʻū              |  |  |  |  |  |  |  |  |  |  |  |  |  |  |  |
|  |                                                  |  |  |  |  |  |  |  |  |  |  |  |  |  |  |  |
|  |                                                  |  |  |  |  |  |  |  |  |  |  |  |  |  |  |  |
|  | 2. Aliʻi Nui Caesar Kaluaiku Kapaʻakea de Kauaʻi |  |  |  |  |  |  |  |  |  |  |  |  |  |  |  |
|  |                                                  |  |  |  |  |  |  |  |  |  |  |  |  |  |  |  |
|  |                                                  |  |  |  |  |  |  |  |  |  |  |  |  |  |  |  |
|  | 20. Aliʻi Nui Kaʻihelemoana                      |  |  |  |  |  |  |  |  |  |  |  |  |  |  |  |
|  |                                                  |  |  |  |  |  |  |  |  |  |  |  |  |  |  |  |
|  |                                                  |  |  |  |  |  |  |  |  |  |  |  |  |  |  |  |
|  | 10. Aliʻi Nui Kanepawale                         |  |  |  |  |  |  |  |  |  |  |  |  |  |  |  |
|  |                                                  |  |  |  |  |  |  |  |  |  |  |  |  |  |  |  |
|  |                                                  |  |  |  |  |  |  |  |  |  |  |  |  |  |  |  |
|  | 21. Aliʻi Nui Kaʻopa                             |  |  |  |  |  |  |  |  |  |  |  |  |  |  |  |
|  |                                                  |  |  |  |  |  |  |  |  |  |  |  |  |  |  |  |
|  |                                                  |  |  |  |  |  |  |  |  |  |  |  |  |  |  |  |
|  | 5. Aliʻi Nui Kamokuiki                           |  |  |  |  |  |  |  |  |  |  |  |  |  |  |  |
|  |                                                  |  |  |  |  |  |  |  |  |  |  |  |  |  |  |  |
|  |                                                  |  |  |  |  |  |  |  |  |  |  |  |  |  |  |  |
|  | 22. Aliʻi Nui Kaʻehunuiamamaliʻi                 |  |  |  |  |  |  |  |  |  |  |  |  |  |  |  |
|  |                                                  |  |  |  |  |  |  |  |  |  |  |  |  |  |  |  |
|  |                                                  |  |  |  |  |  |  |  |  |  |  |  |  |  |  |  |
|  | 11. Aliʻi Nui Uaua                               |  |  |  |  |  |  |  |  |  |  |  |  |  |  |  |
|  |                                                  |  |  |  |  |  |  |  |  |  |  |  |  |  |  |  |
|  |                                                  |  |  |  |  |  |  |  |  |  |  |  |  |  |  |  |
|  | 23. Aliʻi Nui Koʻi                               |  |  |  |  |  |  |  |  |  |  |  |  |  |  |  |
|  |                                                  |  |  |  |  |  |  |  |  |  |  |  |  |  |  |  |
|  |                                                  |  |  |  |  |  |  |  |  |  |  |  |  |  |  |  |
|  | 1. Kalākaua d'Hawaï                              |  |  |  |  |  |  |  |  |  |  |  |  |  |  |  |
|  |                                                  |  |  |  |  |  |  |  |  |  |  |  |  |  |  |  |
|  |                                                  |  |  |  |  |  |  |  |  |  |  |  |  |  |  |  |
|  | 24. Aliʻi Nui Kameʻeiamoku de Kauaʻi (= 16)      |  |  |  |  |  |  |  |  |  |  |  |  |  |  |  |
|  |                                                  |  |  |  |  |  |  |  |  |  |  |  |  |  |  |  |
|  |                                                  |  |  |  |  |  |  |  |  |  |  |  |  |  |  |  |
|  | 12. Aliʻi Nui Kepoʻokalani de Kauaʻi (= 8)       |  |  |  |  |  |  |  |  |  |  |  |  |  |  |  |
|  |                                                  |  |  |  |  |  |  |  |  |  |  |  |  |  |  |  |
|  |                                                  |  |  |  |  |  |  |  |  |  |  |  |  |  |  |  |
|  | 25. Aliʻi Nui Kamakaeheikuli de Kohala (= 17)    |  |  |  |  |  |  |  |  |  |  |  |  |  |  |  |
|  |                                                  |  |  |  |  |  |  |  |  |  |  |  |  |  |  |  |
|  |                                                  |  |  |  |  |  |  |  |  |  |  |  |  |  |  |  |
|  | 6. Aliʻi Nui ʻAikanaka de Kauaʻi                 |  |  |  |  |  |  |  |  |  |  |  |  |  |  |  |
|  |                                                  |  |  |  |  |  |  |  |  |  |  |  |  |  |  |  |
|  |                                                  |  |  |  |  |  |  |  |  |  |  |  |  |  |  |  |
|  | 26. Aliʻi Nui Keaweaheulu de Waiʻanae            |  |  |  |  |  |  |  |  |  |  |  |  |  |  |  |
|  |                                                  |  |  |  |  |  |  |  |  |  |  |  |  |  |  |  |
|  |                                                  |  |  |  |  |  |  |  |  |  |  |  |  |  |  |  |
|  | 13. Princesse Keohohiwa de Hilo                  |  |  |  |  |  |  |  |  |  |  |  |  |  |  |  |
|  |                                                  |  |  |  |  |  |  |  |  |  |  |  |  |  |  |  |
|  |                                                  |  |  |  |  |  |  |  |  |  |  |  |  |  |  |  |
|  | 27. Reine Ululani Nui de Hilo                    |  |  |  |  |  |  |  |  |  |  |  |  |  |  |  |
|  |                                                  |  |  |  |  |  |  |  |  |  |  |  |  |  |  |  |
|  |                                                  |  |  |  |  |  |  |  |  |  |  |  |  |  |  |  |
|  | 3. Aliʻi Nui Analea Keohokālole de Kauaʻi        |  |  |  |  |  |  |  |  |  |  |  |  |  |  |  |
|  |                                                  |  |  |  |  |  |  |  |  |  |  |  |  |  |  |  |
|  |                                                  |  |  |  |  |  |  |  |  |  |  |  |  |  |  |  |
|  | 28. Aliʻi Nui Kamakakaualiʻi de l'Île d'Hawaï    |  |  |  |  |  |  |  |  |  |  |  |  |  |  |  |
|  |                                                  |  |  |  |  |  |  |  |  |  |  |  |  |  |  |  |
|  |                                                  |  |  |  |  |  |  |  |  |  |  |  |  |  |  |  |
|  | 14. Aliʻi Nui Kahoalani Eia de l'Île d'Hawaï     |  |  |  |  |  |  |  |  |  |  |  |  |  |  |  |
|  |                                                  |  |  |  |  |  |  |  |  |  |  |  |  |  |  |  |
|  |                                                  |  |  |  |  |  |  |  |  |  |  |  |  |  |  |  |
|  | 29. Aliʻi Nui Kapalaoa                           |  |  |  |  |  |  |  |  |  |  |  |  |  |  |  |
|  |                                                  |  |  |  |  |  |  |  |  |  |  |  |  |  |  |  |
|  |                                                  |  |  |  |  |  |  |  |  |  |  |  |  |  |  |  |
|  | 7. Aliʻi Nui Kamaʻeokalani de l'Île d'Hawaï      |  |  |  |  |  |  |  |  |  |  |  |  |  |  |  |
|  |                                                  |  |  |  |  |  |  |  |  |  |  |  |  |  |  |  |
|  |                                                  |  |  |  |  |  |  |  |  |  |  |  |  |  |  |  |
|  | 30. Prince Ahaula de l'Île d'Hawaï               |  |  |  |  |  |  |  |  |  |  |  |  |  |  |  |
|  |                                                  |  |  |  |  |  |  |  |  |  |  |  |  |  |  |  |
|  |                                                  |  |  |  |  |  |  |  |  |  |  |  |  |  |  |  |
|  | 15. Aliʻi Nui Keakaula de l'Île d'Hawaï          |  |  |  |  |  |  |  |  |  |  |  |  |  |  |  |
|  |                                                  |  |  |  |  |  |  |  |  |  |  |  |  |  |  |  |
|  |                                                  |  |  |  |  |  |  |  |  |  |  |  |  |  |  |  |
|  | 31. Princesse Kawehe de l'Île d'Hawaï            |  |  |  |  |  |  |  |  |  |  |  |  |  |  |  |
|  |                                                  |  |  |  |  |  |  |  |  |  |  |  |  |  |  |  |
|  |                                                  |  |  |  |  |  |  |  |  |  |  |  |  |  |  |  |